# Witalij Borisowicz Wołoszynow
Witalij Borisowicz Wołoszynow (ros. Виталий Борисович Волошинов; ur. 20 marca 1947 w Berlinie, zm. 28 września 2019 w Moskwie) – rosyjski fizyk, specjalista w dziedzinie akustooptyki, honorowy wykładowca Uniwersytetu Moskiewskiego im. Łomonosowa.

## Życiorys
Ukończył studia na Wydziale Fizyki Uniwersytetu Moskiewskiego im. Łomonosowa w roku 1971. W latach 1971–1973 pracował na stanowiskach inżyniera oraz starszego inżyniera-badacza w naukowo-badawczym Instytucie przyrządów techniki kosmicznej.
W roku 1977 po ukończeniu doktorantury w swojej Alma-Mater obronił rozprawę doktorską (kand. nauk) na temat „Sterowanie promieniami świetlnymi z wykorzystaniem dyfrakcji Bregga w anizotropowym środowisku optycznym” po specjalności nr 01.04.03 radifizyka i elektronika kwantowa. Kierownik naukowy: W. N. Parygin.
Od roku 1976 – pracownik naukowy Wydziału Fizyki Uniwersytetu Moskiewskiego (MGU).
Od roku 1992 – docent Wydziału Fizyki MGU.
Wypromował 15 doktorów (kand. nauk).
Znani uczniowie: Natalija Polikarpowa, G. A. Kniziew, P. A. Nikitin.
Uczestnik projektu „Zespół ekspertów w zakresie nauk przyrodniczych”. Liczba cytowań jego prac po roku 1976 wynosi 1683.
Zmarł nagle 28 września 2019 r. w Moskwie. Został pochowany na Mitinskim cmentarzu w Moskwie.

## Zainteresowania naukowe
Akusto-optyka, optyczna obróbka informacji, technika laserowa, spektroskopia, optyka i akustyka środowisk anizotropowych, akustoelektronika.

## Badania naukowe
W roku 1989 brał udział w skonstruowaniu przełączalnego szerokoaperturowego (do 52° apertury optycznej) filtru akustyczno-optycznego do obróbki obrazów w widzialnym, bliskim i średnim zakresach podczerwieni (IR).
Na początku lat 90. przez W. B. Wołoszynowa został zaproponowany quasi-kolinearny filtr akustyczno-optyczny na podstawie kryształu paratelurytu, co istotnie poszerzyło możliwości i zakres stosowań przyrządów akustyczno-optycznych.
Na początku lat 2000-ch W. B. Wołoszynem wspólnie z N. B. Polikarpową zostało zarejestrowane metodą akustyczno-optyczną zwrotne odbicie fal akustycznych na granicy podziału dwóch środowisk. Od tego czasu pod jego kierownictwem zaczęto badania systematyczne tego niezwykłego zjawiska.

## Działalność dydaktyczna
Na oddziale radiofizyki prowadził wykłady i speckursy, a także fizpraktikum:
- Łączność optyczna
- Podstawy fizyczne elektrooptyki i akustooptyki
- Akustyczno-optyczne oddziaływania w środowiskach anizotropowych
- Nowoczesne aparaty do akusto-optyki
- Praktikum po fizyce wahań

## Publikacje
Opublikował 335 artykułów w renomowanych czasopismach krajowych i zagranicznych:
Optics; Optical Engineering; J. of Optics A; Optics and Laser Technology; Optics Letters; Acta Physica Polonica; Quantum Electronics; Physics of Wave Phenomena; Radiotechnika i Elektronika; Vestnik Moskowskogo Universiteta.
3 książki, 139 komunikatów konferencyjnych, 222 streszczeń pokonferencyjnych, 9 prac naukowo-badawczych, 9 patentów, 2 członkostwa w kolegiach redakcyjnych, 6 członkostw w komitetach konferencji międzynarodowych, promotor 15 dysertacji, 59 prac dyplomowych, prowadził 21 kursów dydaktycznych, miał 1 wystąpienie w środkach przekazu masowego.

### Niektóre publikacje naukowe
- 2004, Hyperspectral imager, from ultraviolet to visible, with a KDP acousto-optic tunable filter, Applied optics, vol.43, No.13, p. 2752-2759, N. Gupta, V. Voloshinov,
- 1992, Close to collinear acousto-optical interaction in paratellurite, Optical Engineering, vol.31, No.10, p. 2089–2094, doi=10.1117/12.58877, V. B. Voloshinov,
- 2002, Tunable acoustooptic filters and equalizers for WDM applications, Journal of lightwave technology, vol.20, No.5, p. 864, Jacques Sapriel, Denis Charissoux, Vitaly Voloshinov, Vladimir Molchanov.

## Wyróżnienia
- Medal „z okazji 850-lecia Moskwy” (1995)
- Tytuł „zasłużony wykładowca Uniwersytetu Moskiewskiego” (2007)